# Phân bổ Pachinko
Trong học máy và xử lý ngôn ngữ tự nhiên, mô hình phân bổ Pachinko (tiếng Anh: pachinko allocation model, viết tắt là PAM) là một mô hình chủ đề. Các mô hình chủ đề là một bộ thuật toán khám phá cấu trúc chủ đề (chuyên đề) ẩn của một tập tài liệu. Thuật toán cải tiến dựa trên các mô hình chủ đề trước kia như phân bổ Dirichlet tiềm ẩn (LDA) bằng cách mô hình hóa sự tương quan giữa các chủ đề, bên cạnh các mối tương quan giữa các từ cấu thành nên các chủ đề đó. PAM cung cấp khả năng linh hoạt hơn và biểu đạt tốt hơn so với phân bổ Dirichlet tiềm ẩn. Mặc dù đầu tiên được mô tả và triển khai trong lĩnh vực xử lý ngôn ngữ tự nhiên, thuật toán có thể áp dụng ứng dụng cho các lĩnh vực khác như tin sinh học. Mô hình được đặt tên theo tên các máy Pachinko—một trò chơi phổ biến ở Nhật Bản, trong đó các quả bóng kim loại dội xuống xung quanh một tập các chốt (ghim) phức tạp cho đến khi rơi trong các thùng khác nhau ở phía dưới.

## Lịch sử
Wei Li và Andrew McCallum là hai người đầu tiên giới thiệu phân bổ Pachiko vào năm 2006. Ý tưởng đó được mở rộng với việc phân bổ Pachinko theo phân cấp bởi Li, McCallum, và David Mimno vào năm 2007. Cùng năm, McCallum và các cộng sự đề xuất một Bayes "trước" phi tham số dành cho PAM dựa trên một biến thể của quy trình Dirichlet phân cấp (HDP). Thuật toán đã được triển khai ở gói phần mềm dự án Mallet được xuất bản bởi nhóm McCallum ở Đại học Massachusetts Amherst.

## Mô hình
PAM kết nối các từ ở tập V và các chủ đề ở tập T với một đồ thị xoay chiều có hướng (DAG) bất kỳ, với các nút chủ đề phân cấp và các lá là các từ vựng.
Xác suất sinh ra toàn bộ ngữ liệu là tích số của các xác suất đối với mỗi tài liệu:
{\displaystyle P(\mathbf {D} |\alpha )=\prod _{d}P(d|\alpha )}